# 谷弘兒
谷 弘兒（たに ひろじ）は、日本の漫画家。男性。別名義は陰溝蠅兒。
1970年に漫画家としてデビューし、ガロ系の漫画を執筆。寡作だが、2000年代以降も作品を発表している。代表作は『薔薇と拳銃』。2010年ごろには『アックス』作家の一員として扱われていた。

## 作品リスト

### 単行本
- 地獄のドンファン（東考社、桜井文庫、1979年5月発売、ASIN B006NUHO46） - ISBNはない
  - 地獄のドンファン（我刊我書房、2015年8月初版発行[3]）
- 薔薇と拳銃（東考社、桜井文庫、1983年3月初版発行[4]）
- 快傑蜃氣樓（青林工藝舎、2002年2月5日初版発行[5][6]、ISBN 4-88379-100-9）
  - 短編「怪傑蜃気楼」「Nyogtha-ニョーグサ」「それは、六月の夕べ」「花屋の灯」「思い出の庭」「小さな風景画」「雨の宵の出来事」「イップ君の思い出」「夜の窓」「妖花アルラネウ」「探偵ハニー・サテン-2001-」が収録[6]。
- 無国籍哀歌 錆びた拳銃（『月刊コミックビーム』連載、エンターブレイン、ビームコミックス、2008年4月2日発売[7]、ISBN 978-4-7577-3974-1）

### アンソロジー
- あはは、まんが（角川書店、1984年7月発行[8]）

### 挿絵
- 遠い遠い街角（著：井上雅彦、東京創元社、2007年6月29日初版発行[9]、ISBN 978-4-488-02389-8

## 寄稿
- 地上の記憶（2013年） - 白山宣之の遺作集、複数の漫画家が寄稿し谷も参加[10]